# Martin Škoula
Martin Škoula (Litoměřice, 28 ottobre 1979) è un ex hockeista su ghiaccio ceco.

## Palmarès

### Mondiali
- 2 medaglie:
  - 1 argento (Lettonia 2006)
  - 1 bronzo (Slovacchia 2011)